# Cucuron
Cucuron je francouzská obec v departementu Vaucluse, v regionu Provence-Alpes-Côte d'Azur.

## Geografie
Sousední obce: Ansouis, Vauginess, a Lourmarin.

## Památky
- kostel Notre-Dame-de-Beaulieu z 13. století
- věž Saint-Michele
- muzeum Marca Deydiera

## Ekonomika
V obci se vyrábí víno AOC Côtes-du-luberon.

## Vývoj počtu obyvatel
Počet obyvatel

## Osobnosti obce
- Joseph Marius Diouloufet, provensálský básník